# Christian Pabón
Christian Pabón Combe (Lima, 21 de noviembre de 1988) es un futbolista peruano. Juega de lateral izquierdo y su equipo actual es Rosario F.C de la Copa Perú. Tiene 36 años. 

## Trayectoria
En el 2009 desciende de la Segunda División con el Deportivo Municipal. En el 2011 logra la clasificación a la fase previa de la Copa Libertadores 2012 al año siguiente repite el plato esta vez con la Universidad César Vallejo. El 2013 se salva en las últimas fechas del descenso jugando por el Unión Comercio. El 2015 juega por recién descendido San Simón de Moquegua descendiendo esta vez de la Segunda División del Perú. El 2016 también descendió con el Atlético Torino de Talara. A pesar de que descendió Pabón tuvo un buen desenvolvimiento en la defensa lo que le valió para que en el 2017 fichara por el Cultural Santa Rosa donde se mantuvo hasta el 2018 siendo pieza fundamental del equipo, para el 2019 llegaría a Sport Ancash en la etapa departamental.

## Clubes
| Club                      | País | Año       |
| ------------------------- | ---- | --------- |
| América Cochahuayco       | Perú | 2007      |
| Deportivo Municipal       | Perú | 2008-2009 |
| CNI                       | Perú | 2010      |
| Sport Huancayo            | Perú | 2011      |
| Universidad César Vallejo | Perú | 2012      |
| Unión Comercio            | Perú | 2013      |
| Defensor San Alejandro    | Perú | 2014      |
| San Simón                 | Perú | 2015      |
| Atlético Torino           | Perú | 2016      |
| Cultural Santa Rosa       | Perú | 2017-2018 |
| Sport Áncash              | Perú | 2019      |
| Rosario F.C               | Perú | 2022 -    |